# El (lengtemaat)

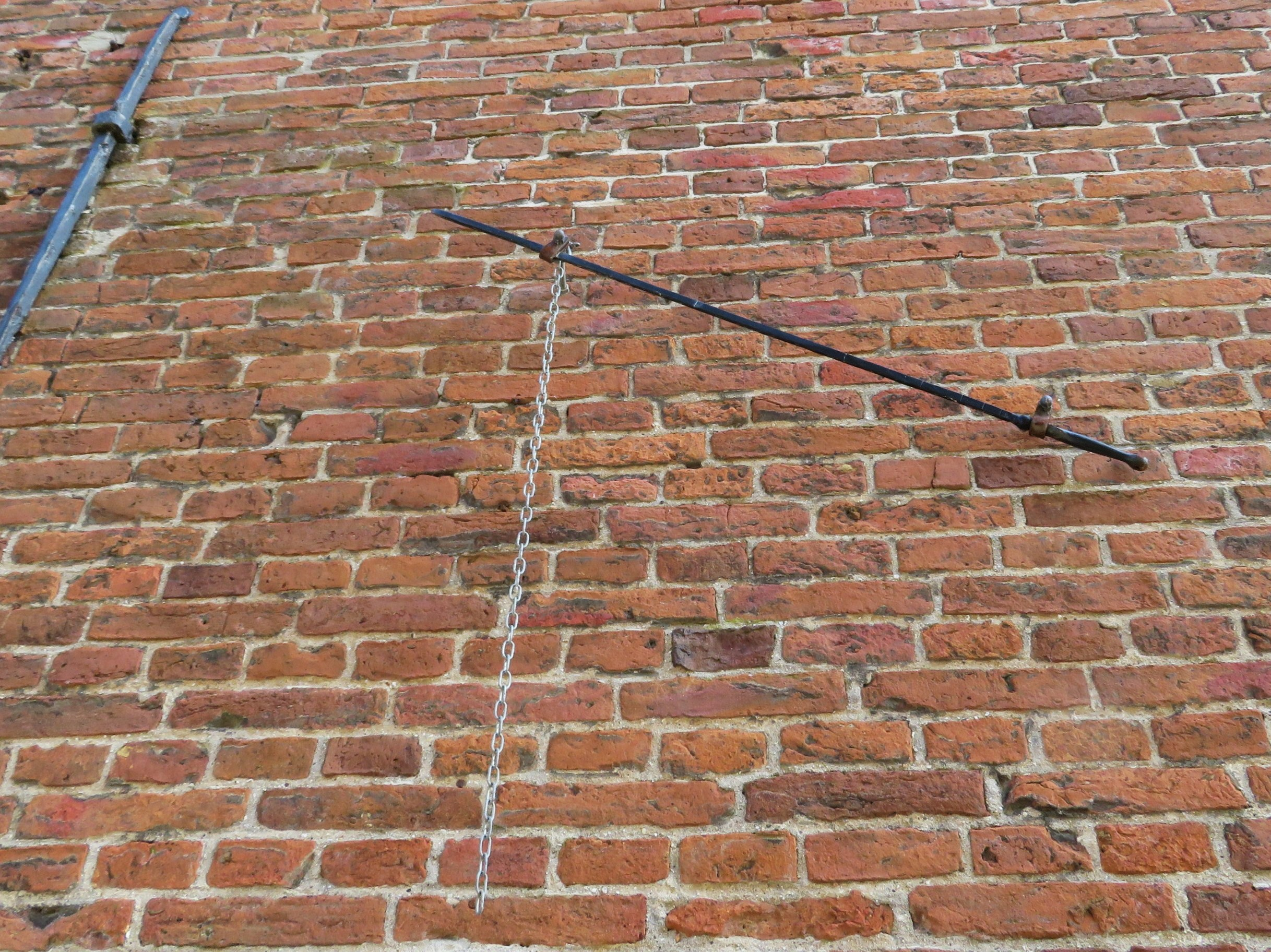
Replica van de Workumer el op de muur van het stadhuis in Workum

Een el is een oude lengtemaat die, althans in Nederland, circa 69,4 cm bedroeg. De maat werd lokaal, in ieder belangrijk handelscentrum, vastgesteld, waardoor er verschillen optraden:
| Amsterdamse el:      | 68,8 cm                                             |
| Antwerpse el:        | 69,5 cm                                             |
| Brabantse el:        | 69,2 cm of 16 tailles                               |
| Brugse el:           | 70,1 cm                                             |
| Delftse el:          | 68,3 cm                                             |
| Dendermondse el:     | 69,6 cm in winkels, 73,1 cm in de Halle             |
| Gentse el:           | 70,0 cm in winkels, 72,8 cm stof, 77,0 cm ruwe stof |
| Goesse el:           | 69 cm                                               |
| Haagse of gewone el: | 69,4 cm                                             |
| Rigase el:           | 53,3 cm                                             |
| Sint-Niklase el:     | 70,0 cm                                             |
| Twentse el:          | 58,7 cm                                             |
| Wase el:             | 69,8 cm in winkels, 72,8 cm stof, 76,5 cm ruwe stof |
| Workumer el:         | 70,9 cm                                             |

## El als meter
Niet zelden werd voor de el een algemeen gemiddelde genomen van 68 cm. In verband met de heffing van accijns werd de Haagse el (69,4 cm) in 1725 de nationale standaard. Bij de invoering van het Nederlands metriek stelsel in 1820 werd de el gelijkgesteld aan een meter. Met de Wet van 7 april 1869 (Staatsblad nr. 57) werden oude benamingen, waaronder de el, afgeschaft en vervangen door de tegenwoordig gebruikelijke aanduidingen. In de periode 1820-1870 was een el gelijk aan 10 palmen (decimeter) of 100 duimen (centimeter) of 1000 strepen (millimeter).

## Bijbelse el
Het is onduidelijk hoe lang de el is die in de Bijbel en hadithboeken (ziraa) ter sprake komt, bijvoorbeeld bij de afmetingen van de ark van Noach. Volgens de Siloaminscriptie was de Siloamtunnel die koning Hizkia liet graven om Jeruzalem van water te voorzien 1200 el lang. Er bestaan een aantal recente metingen van deze tunnel, die variëren tussen de 512,5 en 533 meter. Dat zou betekenen dat een el 45 centimeter is. Er zijn ook geleerden die opperen dat de gebruikte el in de Bijbel 49,5 of 52,5 centimeter was.